# Acacia verticillata
Acacia verticillata é uma espécie de leguminosa do gênero Acacia, pertencente à família Fabaceae.